# Scott Andrew Sinclair
Scott Andrew Sinclair és un futbolista professional anglès nascut a Bath, Regne Unit el 25 de març del 1989. Actualment juga al Celtic de Glasgow.

## Estadístiques
(actualitzades a 24 de febrer de 2010)
| Club                           | Temporada | Lliga   | Lliga | Copa    | Copa | Copa de la Lliga | Copa de la Lliga | Competicions europees | Competicions europees | Total   | Total |
| Club                           | Temporada | Partits | Gols  | Partits | Gols | Partits          | Gols             | Partits               | Gols                  | Partits | Gols  |
| ------------------------------ | --------- | ------- | ----- | ------- | ---- | ---------------- | ---------------- | --------------------- | --------------------- | ------- | ----- |
| Bristol Rovers                 | 2004-05   | 2       | 0     | -       | -    | -                | -                | -                     | -                     | 2       | 0     |
| Chelsea FC                     | 2006-07   | 2       | 0     | -       | -    | 1                | 0                | -                     | -                     | 3       | 0     |
| Plymouth Argyle FC (cedit)     | 2006-07   | 15      | 2     | 3       | 2    | -                | -                | -                     | -                     | 18      | 4     |
| Chelsea FC                     | 2007-08   | 1       | 0     | 2       | 0    | 3                | 1                | -                     | -                     | 6       | 1     |
| Queens Park Rangers FC (cedit) | 2007-08   | 9       | 1     | -       | -    | -                | -                | -                     | -                     | 9       | 1     |
| Charlton Athletic FC (cedit)   | 2007-08   | 3       | 0     | -       | -    | -                | -                | -                     | -                     | 3       | 0     |
| Crystal Palace FC (cedit)      | 2007-08   | 6       | 2     | -       | -    | -                | -                | -                     | -                     | 6       | 2     |
| Birmingham City FC (cedit)     | 2008-09   | 14      | 0     | -       | -    | -                | -                | -                     | -                     | 14      | 0     |
| Chelsea FC                     | 2008-09   | 2       | 0     | 1       | 0    | 1                | 0                | -                     | -                     | 4       | 0     |
| Wigan Athletic FC (cedit)      | 2009-10   | 16      | 1     | 3       | 1    | 1                | 0                | -                     | -                     | 20      | 2     |
| Total                          | Total     | 70      | 6     | 9       | 3    | 6                | 1                | -                     | -                     | 85      | 10    |